# (10861) Ciske
(10861) Ciske est un astéroïde de la ceinture principale.

## Description
(10861) Ciske est un astéroïde de la ceinture principale. Il fut découvert le 22 juin 1995 à Kitt Peak par le projet Spacewatch. Il présente une orbite caractérisée par un demi-grand axe de 2,72 UA, une excentricité de 0,29 et une inclinaison de 9,0° par rapport à l'écliptique.

## Compléments